# Псара (дим)
Псара́ (греч. Δήμος Ψαρών) — община (дим) в Греции на острове Псара в Эгейском море в периферийной единице Хиосе в периферии Северных Эгейских островах. Население 458 жителей по переписи 2011 года. Площадь 44,511 квадратного километра. Плотность 10,29 человека на квадратный километр. Административный центр — Псара. Димархом на местных выборах 2014 года переизбран Констандинос Врацанос (Κωνσταντίνος Βρατσάνος).
Община создана с 1 января 1985 года из сообщества Псара.

## Административное деление
В общину (дим) Псара входит сообщество Псара.
| Сообщество | Населённый пункт                       | Население (2011), человек |
| ---------- | -------------------------------------- | ------------------------- |
| Псара      | Айо-Николаки (остров)                  | 0                         |
| Псара      | Андипсара (остров)                     | 4                         |
| Псара      | Дакалио (остров)                       | 0                         |
| Псара      | Като-Ниси (остров)                     | 0                         |
| Псара      | Мастройорьи (остров)                   | 0                         |
| Псара      | Монастырь Успения Пресвятой Богородицы | 0                         |
| Псара      | Прасониси (остров)                     | 0                         |
| Псара      | Псара                                  | 454                       |

## Население
| Год  | Население, человек |
| ---- | ------------------ |
| 1991 | 472                |
| 2001 | 478                |
| 2011 | ↘ 458              |